# Сельское хозяйство Швеции

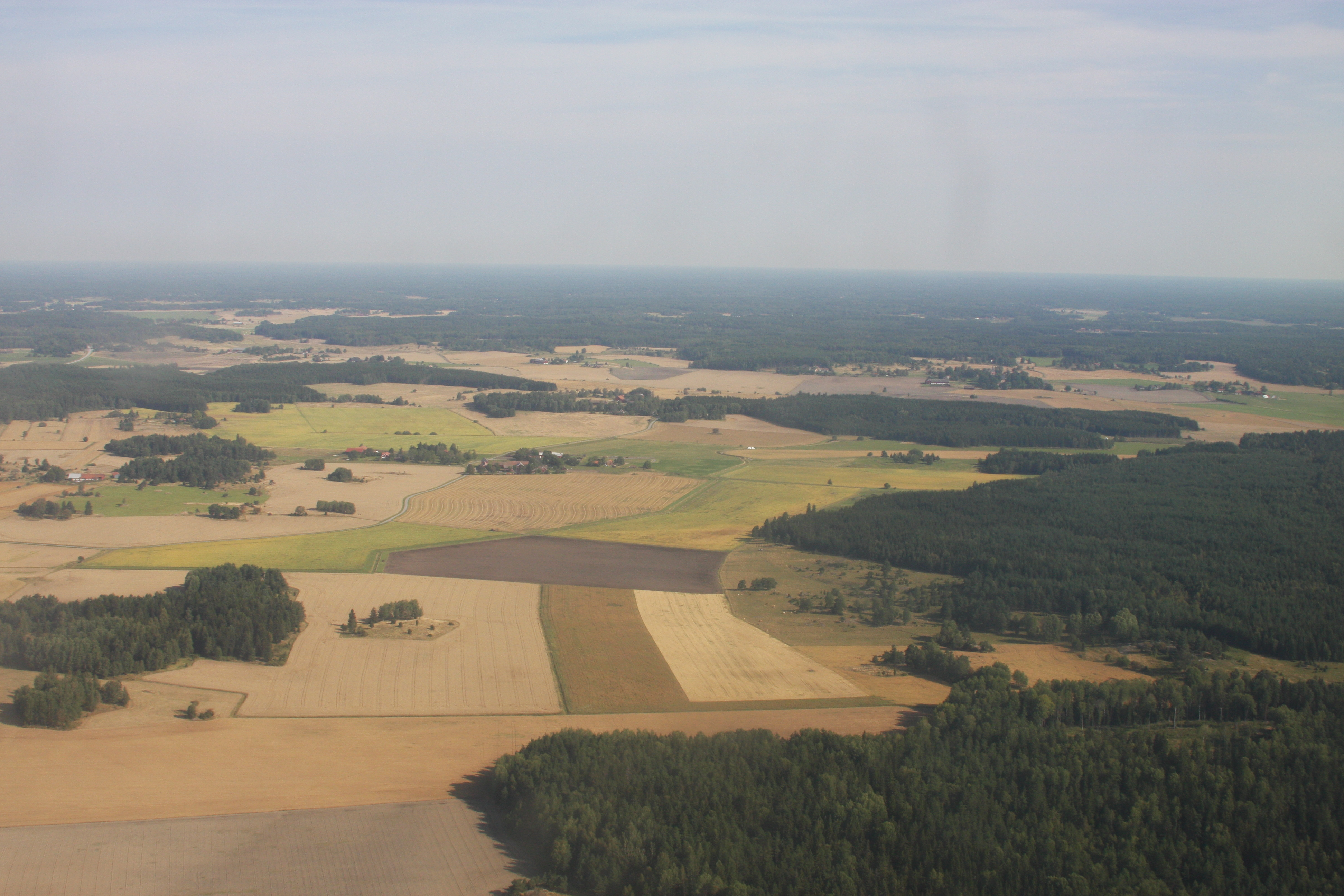
Сельскохозяйственные угодья в муниципалитете Сигтуна, близ аэропорта Арланда.

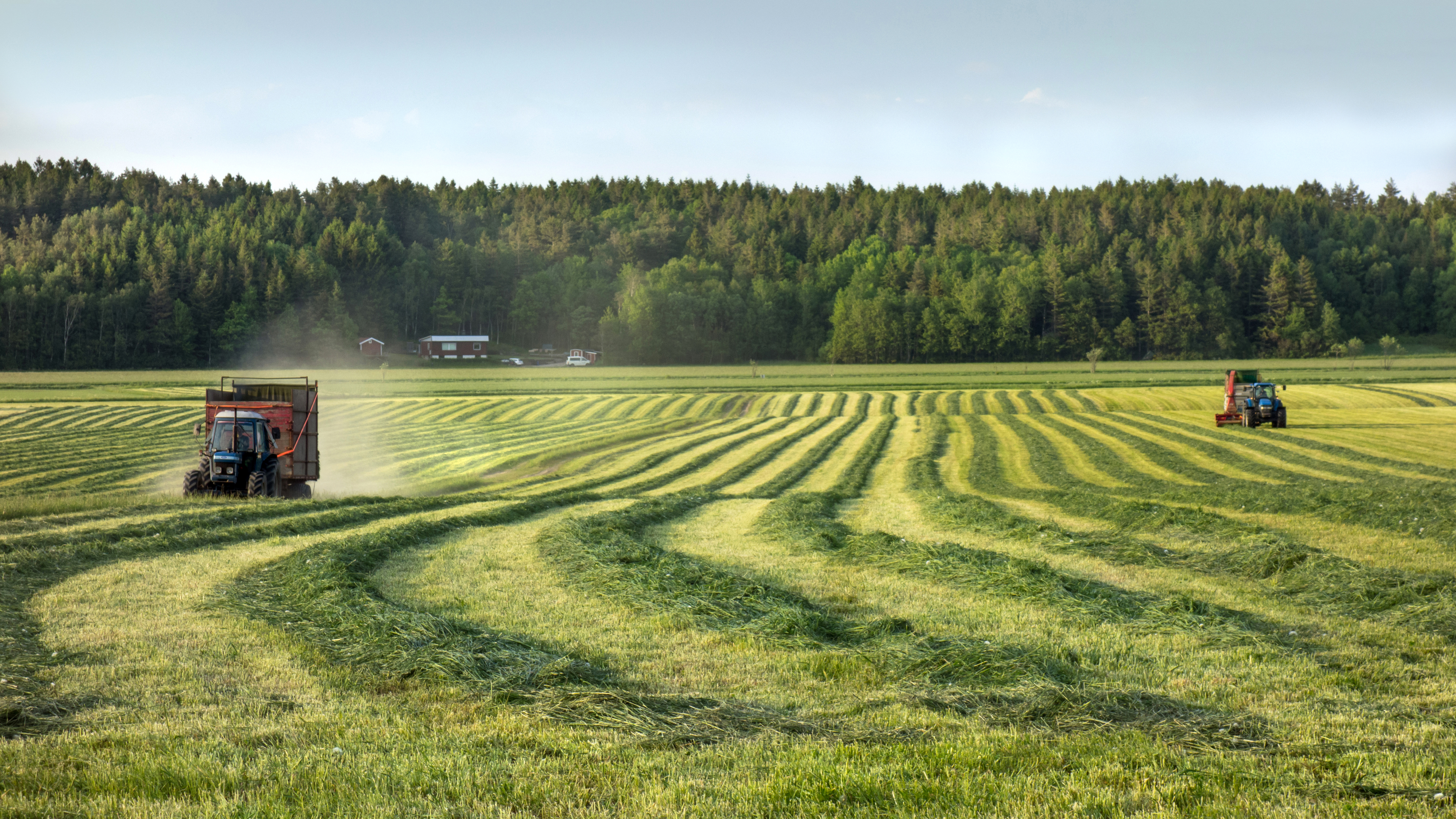
Силос на юге Швеции

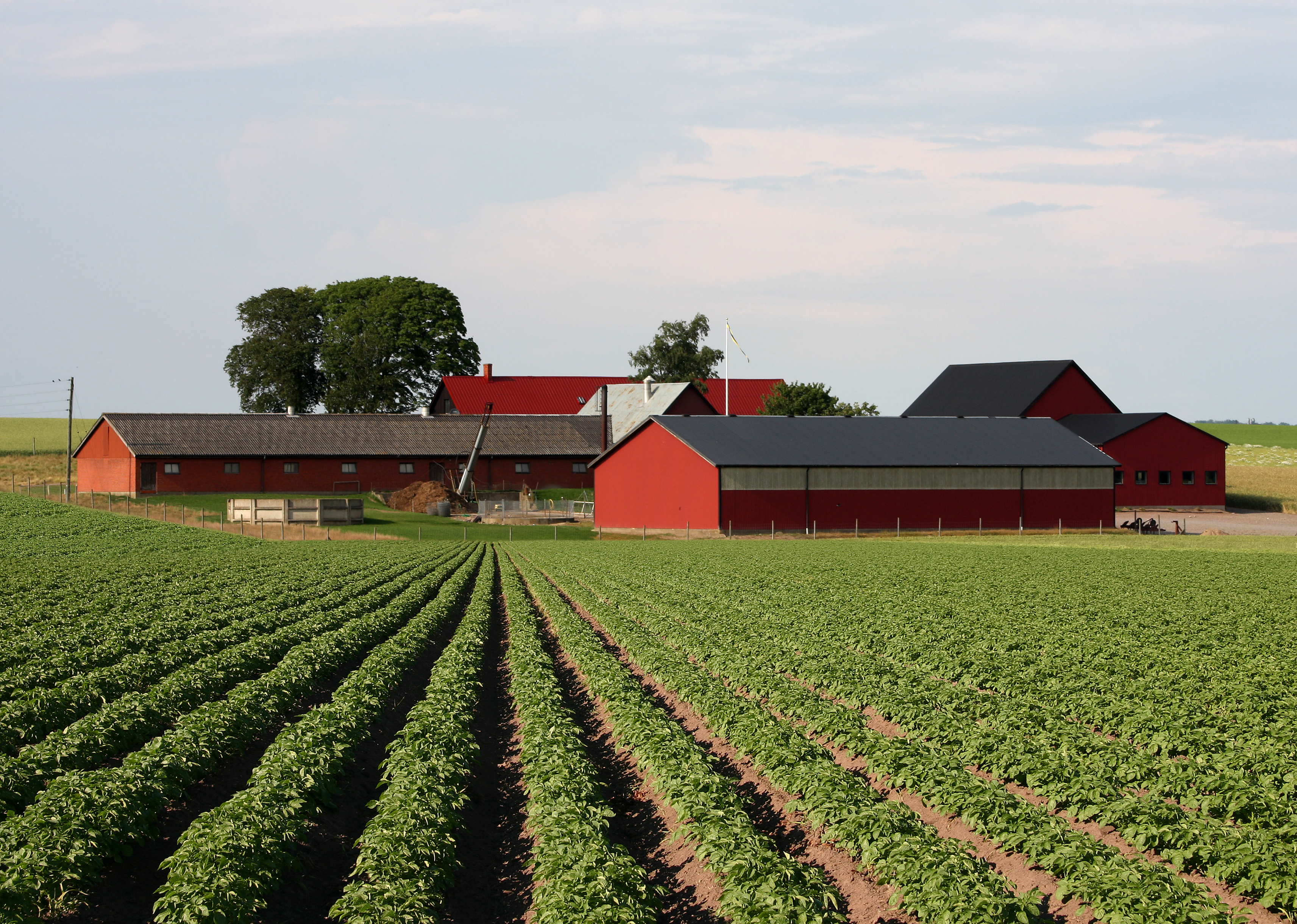
Картофельное поле в Швеции.

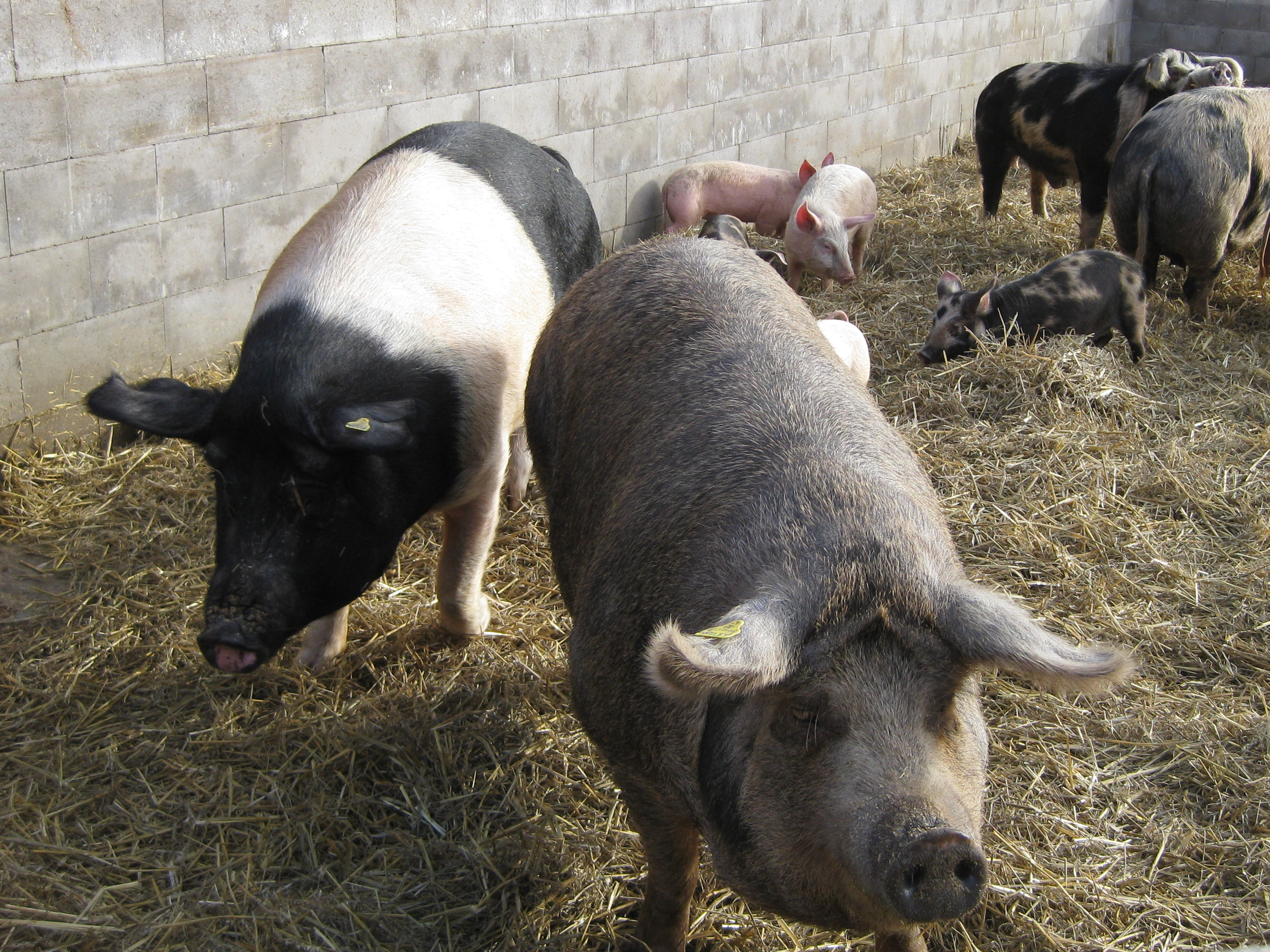
Свиньи на ферме в Сконе.

Сельское хозяйство Швеции имеет отличия в зависимости от региона. Это связано с различными типами почв и различными климатическими условиями, причём многие районы страны более пригодны для лесоводства. Экономически в северных и центральных районах страны выгоднее отдавать землю под выращивание леса, чем под сельское хозяйство.
Южная оконечность Швеции является наиболее благоприятным для сельского хозяйства районом. На большей части территории Швеции короткий вегетационный период, что ограничивает продуктивность сельского хозяйства, однако в некоторых южных районах он достигает более 240 дней. Пшеница, рапс и другие масличные культуры, а также сахарная свекла распространены в южной части страны, в то время как ячмень и овёс выращивают на севере. Ячмень и овёс выращивают в основном на корм животным, главным образом свиньям и птице.
Среднешведская низменность является традиционным центром сельского хозяйства в Швеции.

## Сельское хозяйство Швеции в цифрах
В сельскохозяйственном секторе Швеции (без учёта лесной и пищевой промышленности) занято 177 600 человек, что составляет 1,5 % рабочей силы в стране. Существует 72 000 фермерских хозяйств и других сельскохозяйственных предприятий, что вдвое меньше, чем в 1970 году. Средняя ферма имеет 36 гектаров (89 акров) полей.
В экономическом отношении, крупнейшим сектором сельского хозяйства является молочное животноводство, на его долю приходится 20 % стоимости сельскохозяйственного производства в Швеции. Разведение свиней и птицы также относительно развито, в то же время как разведение овец и ягнят развито слабо. Разведение овец и производство баранины и шерсти не могут конкурировать с аналогичными отраслями в Австралии и Новой Зеландии, поскольку в этих странах возможен круглогодичный выпас на зелёных пастбищах

## История

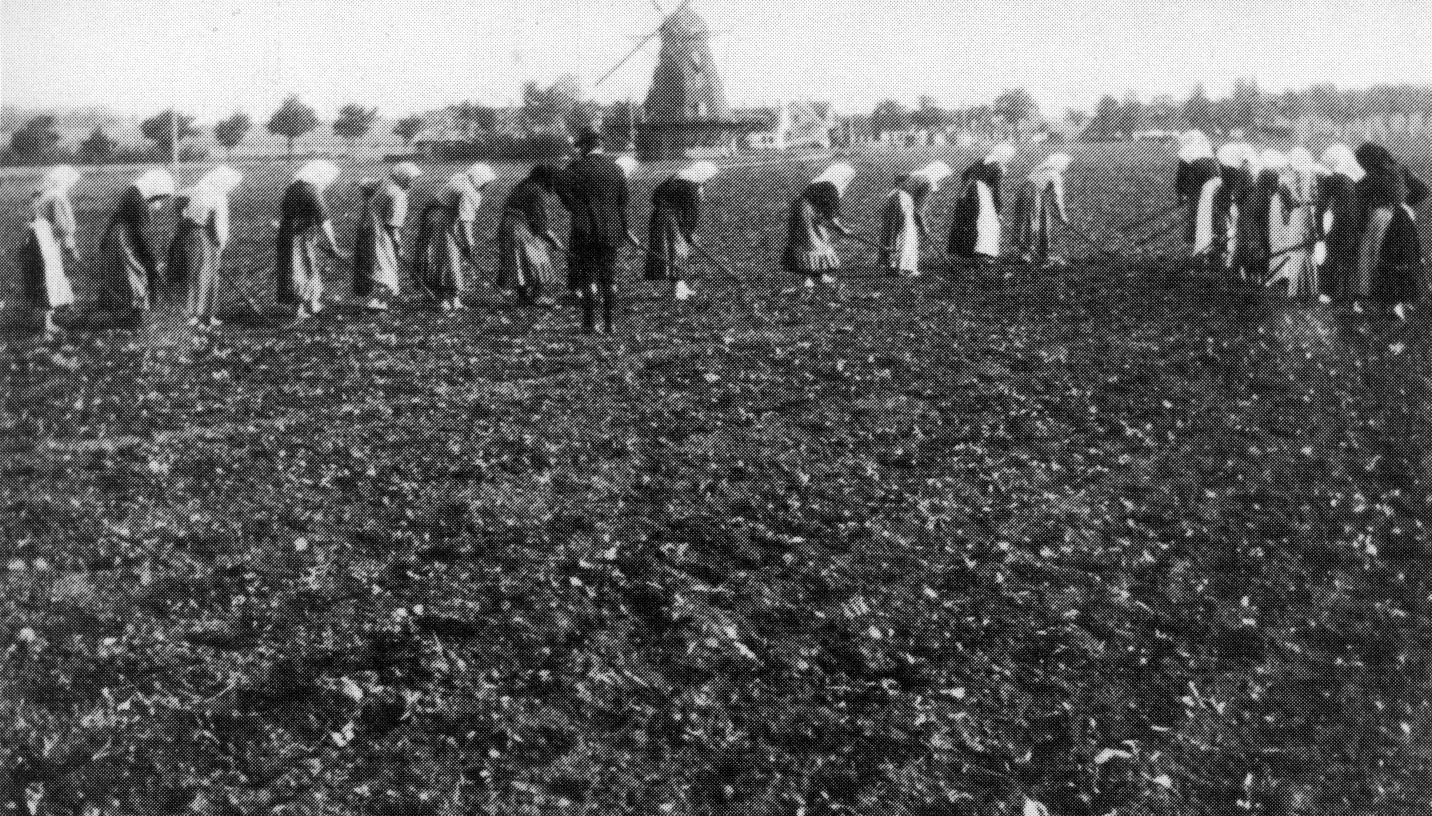
Плантация сахарной свеклы в поместье Себихольм, конец XIX-го века.

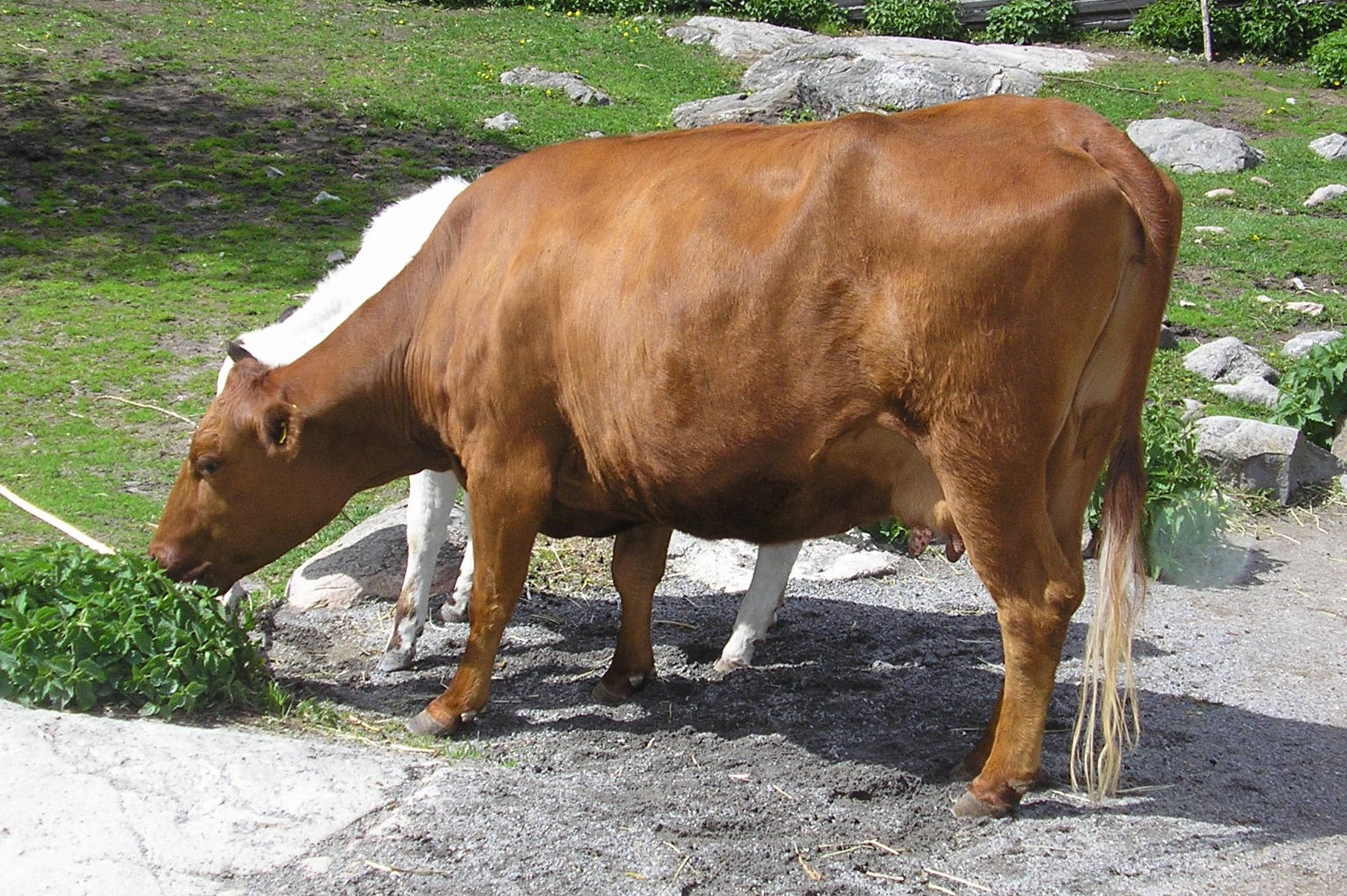
Шведская красно-белая корова, самая распространённая порода молочного скота в Швеции.

Сельское хозяйство и животноводство зародились на территории современной Швеции уже в каменном веке. Самой важной культурой был ячмень, но также выращивались пшеница, просо и лён. Христианизация Швеции, около 1000 года, привела к улучшению состояния сельского хозяйства, благодаря притоку знаний из южных стран о более совершенных методах культивации. На протяжении всего средневековья монастыри служили источником распространения сельскохозяйственных знаний и пригодных для выращивания чужеродных растений.
В XVI веке, во времена Густава Вазы, лично интересовавшегося улучшением королевских владений, начался период сельскохозяйственного расцвета, и Швеция стала страной, регулярно экспортирующей зерновые. Это продолжалось до начала XVIII века, когда в результате войн Карла XII сельскому хозяйству был нанесён урон и также были потеряны балтийские провинции, служившие основным источником производства зерновых культур.
К середине XVIII века были начаты земельные реформы, в результате которых разбросанные земельные участки вокруг деревень перераспределялись и объединялись, что дало возможность для более рационального ведения сельского хозяйства. Шведские учёные также занялись улучшением сельского хозяйства: ведущими специалистами были ботаник Карл Линней и химик Юхан Готтшальк Валлериус.
После русско-шведской войны 1808—1809 гг. на сельское хозяйство обратили внимание правительство и частные лица. Важную роль сыграла Королевская шведская сельскохозяйственная академия, основанная в 1811 году, примерно в то же время в большинстве уездов появились сельскохозяйственные общества. Для возделывания начали использовать новые площади, особенно водно-болотные угодья, были улучшены методы возделывания. Это было особенно верно для производства кормов, выигравших от начала выращивания азотфиксирующих растений, таких как клевер и люцерна. Многие луга стали обрабатывать и засевать кормовыми культурами, что значительно увеличило количество доступного корма. В первой половине XIX века наибольшее внимание уделялось совершенствованию возделывания сельскохозяйственных культур, тогда как совершенствованию животноводства стало уделяться больше внимания ближе к концу века.

### Рост молочного сектора и индустриализация (1860—1960)
С конца 1860-х годов производство молочных продуктов, и, в частности, производство сливочного масла стало играть всё более важную роль в сельскохозяйственном секторе экономики Швеции. Постепенно, большая часть сельскохозугодий использовалась для производства кормов, а площадь обрабатываемых земель увеличивалась до 1920-х годов. Доходы от молока и молочных продуктов были самым важным источником дохода для шведского сельскохозяйственного бизнеса на рубеже веков. Это означало, что прежний экспорт зерновых из Швеции в основном исчез, и был заменён импортом зерна для выпечки хлеба. С другой стороны, начался значительный экспорт сливочного масла, а затем свинины и живых свиней. В первые годы XX века Швеция экспортировала 16 000—20 000 тонн масла в год.
В конце 1940-х годов доильные аппараты заменили ручное доение, а тракторы стали заменять лошадей. Alfa Laval стала известным производителем и брендом доильных аппаратов. В 1950-х годах произошла масштабная механизация с использованием поставок дешёвого бензина. С 1945 по 1970 год количество рабочей силы в сельском хозяйстве Швеции сократилось на 60 %, что позволило высвободить её для занятости в промышленном секторе.

### Реформирование сельского хозяйства (1989—2000)
В 1989 году Швеция пересмотрела свою аграрную политику и, наконец, отменила многие субсидии и контроль цен, первоначально введённые в 1930-х годах, когда сельскохозяйственный сектор переживал экономический кризис. В 1995 году, когда Швеция присоединилась к Европейскому союзу, сельскохозяйственный сектор Швеции стал объектом регулирования в рамках Единой сельскохозяйственной политики.

## Статистические показатели

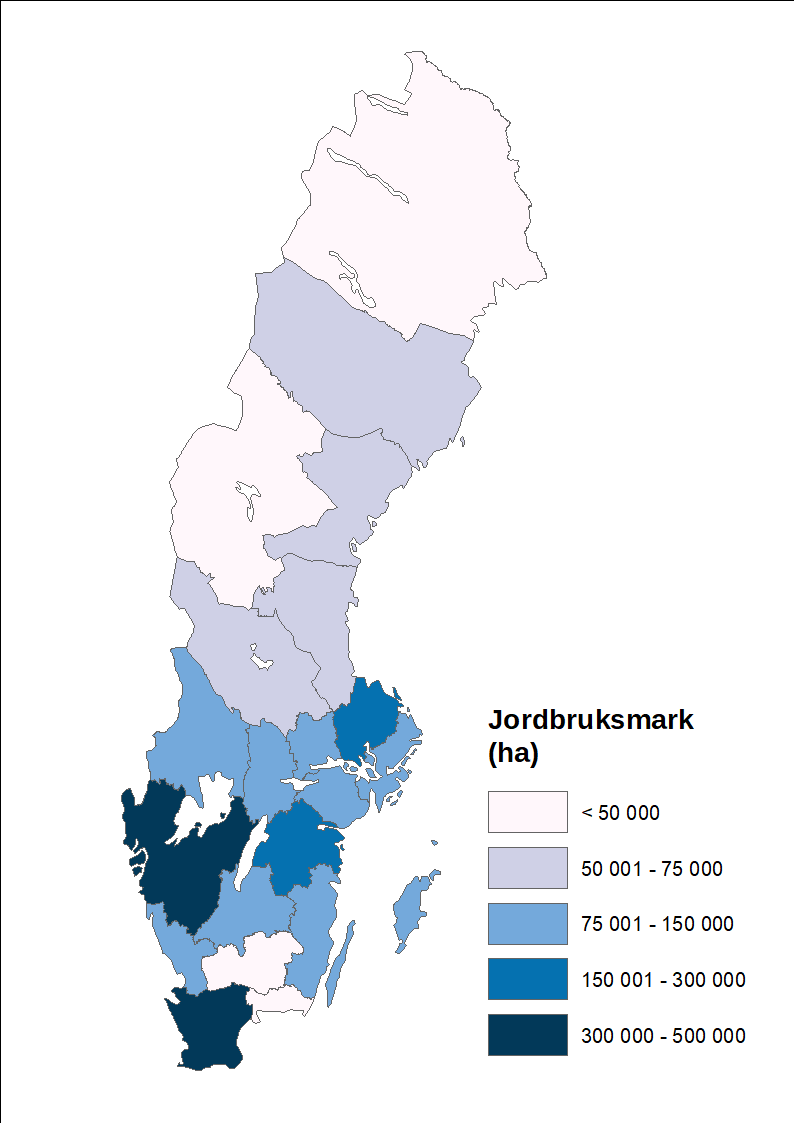
Использование сельскохозяйственных земель по округам в гектарах, 2007 г.

По состоянию на 2020 год около 94% сельскохозяйственных угодий Швеции используется в производственных целях, и 76% этих земель принадлежат производственным единицам площадью не менее 50 гектаров. .
В 2016 году в Швеции насчитывалось около 63 тысяч сельскохозяйственных предприятий, а на долю сельскохозяйственной отрасли приходилось около 1,2% общей занятости в стране. Около 8% общей площади земель используется как пахотные земли или пастбища. В 2020 году общая площадь сельскохозяйственных угодий в Швеции составляла 3,013 млн га. Из них 85% (2,550 млн га) приходилось на пахотные земли, а 15% (0,463 млн га) – на пастбища. По сравнению с 2010 годом площадь пахотных земель сократилась на 83 900 га (около 3%), а площадь пастбищ увеличилась на 11 600 га (около 3%).
В 2020 году в Швеции насчитывалось 58 791 сельскохозяйственное предприятие, что на 17 % (12 300 предприятий) меньше, чем в 2010 году.

## Сельское хозяйство по регионам
В Южной Швеции (лены Сконе, Халланд, Блекинге, Эланд и Готланд) вегетационный период в регионе составляет примерно 7 месяцев. Здесь выращивают в основном пшеницу, ячмень, рапс и сахарную свёклу, а также картофель, горох и другие овощи. В Сконе и южном Халланде распространено свиноводство. Молочное животноводство, овцеводство и птицеводство распространены на островах Готланд и Эланд.
В Среднешведской низменности (равнины Вестгётланд, Эстгётланд, Нярке и Мелардален) вегетационный период составляет около 6 месяцев, почва плодородная. Здесь выращивают кормовые растения, картофель, ячмень, смородину, пшеницу и рапс.
В северной части страны, Норрланде, вегетационный период короткий, всего 3–4 месяца.